# Ivica Kostelić
Ivica Kostelić (* 23. listopadu 1979, Záhřeb) je chorvatský reprezentant v alpském lyžování, specializující se na slalom a kombinaci, celkový vítěz Světové poháru v sezóně 2011 (velký křišťálový glóbus) a držitel tří malých křišťálových glóbů ze slalomu (2002, 2011) a kombinace (2011) za sezónní vítězství v těchto disciplínách.
V roce 2003 se stal mistrem ve slalomu, je také trojnásobný stříbrný olympijský medailista ze ZOH 2006 v Turíně a ZOH 2010 ve Vancouveru. Na mistrovství světa 2011 v Ga-Pa dojel na třetím místě v Super G. K datu ukončení sezóny 2011 vyhrál 18 závodů světového poháru.
Mladší sestrou je bývalá lyžařka Janica Kostelićová, celková vítězka tří sezón světového poháru, čtyřnásobná olympijská vítězka a pětinásobná mistryně světa, která ukončila kariéru pro zranění.
Na Zahajovacím ceremoniálu Zimních olympijských her 2014 v Soči se stal vlajkonošem chorvatské výpravy.

## Vítězství ve Světovém poháru

### Sezónní výhry (křišťálové glóby)
| Sezóna | Disciplína |
| ------ | ---------- |
| 2002   | slalom     |
| 2011   | Celkově    |
| 2011   | slalom     |
| 2011   | kombinace  |

### Výhry v závodech
- 23 vítězství
  - 14 slalom
  - 7 kombiabce (4 super kombinace, 3 tradiční)
  - 1 paralelní slalom
  - 1 Super G

| Sezóna | Datum              | Místo                        | Soutěž           |
| ------ | ------------------ | ---------------------------- | ---------------- |
| 2002   | 25. listopadu 2001 | Aspen, USA                   | Slalom           |
| 2002   | 13. ledna 2002     | Wengen, Švýcarsko            | Slalom           |
| 2002   | 9. března 2002     | Flachau, Rakousko            | Slalom           |
| 2003   | 16. prosince 2002  | Sestriere, Itálie            | Slalom           |
| 2003   | 5. ledna 2003      | Kranjska Gora, Slovinsko     | Slalom           |
| 2003   | 12. ledna 2003     | Bormio, Itálie               | Slalom           |
| 2004   | 15. prosince 2003  | Madonna di Campiglio, Itálie | Slalom           |
| 2007   | 10. prosince 2006  | Reiteralm, Rakousko          | Super kombinace  |
| 2009   | 22. prosince 2008  | Alta Badia, Itálie           | Slalom           |
| 2010   | 17. ledna 2010     | Wengen, Švýcarsko            | Slalom           |
| 2010   | 24 Jan 2010        | Kitzbühel, Rakousko          | Kombinace        |
| 2011   | 2. ledna 2011      | Mnichov, Německo             | Paralelní slalom |
| 2011   | 9. ledna 2011      | Adelboden, Švýcarsko         | Slalom           |
| 2011   | 14. ledna 2011     | Wengen, Švýcarsko            | Super kombinace  |
| 2011   | 16. ledna 2011     | Wengen, Švýcarsko            | Slalom           |
| 2011   | 21. ledna 2011     | Kitzbühel, Rakousko          | Super G          |
| 2011   | 23. ledna 2011     | Kitzbühel, Rakousko          | Kombinace        |
| 2011   | 30. ledna 2011     | Chamonix, Francie            | Super kombinace  |
| 2012   | 8. prosince 2011   | Beaver Creek, USA            | Slalom           |
| 2012   | 21. prosince 2011  | Flachau, Rakousko            | Slalom           |
| 2012   | 13. ledna 2012     | Wengen, Švýcarsko            | Super kombinace  |
| 2012   | 15. ledna 2012     | Wengen, Švýcarsko            | Slalom           |
| 2012   | 22. ledna 2012     | Kitzbühel, Rakousko          | Kombinace        |

## Umístění ve Světovém poháru
| Sezóna/Pořadí | Sezóna/Pořadí | Celkově | Celkově | Sjezd  | Sjezd | Super G | Super G | Obr.slalom | Obr.slalom | Slalom | Slalom | Kombinace | Kombinace |
| ------------- | ------------- | ------- | ------- | ------ | ----- | ------- | ------- | ---------- | ---------- | ------ | ------ | --------- | --------- |
| Sezóna/Pořadí | Sezóna/Pořadí | Pořadí  | Body    | Pořadí | Body  | Pořadí  | Body    | Pořadí     | Body       | Pořadí | Body   | Pořadí    | Body      |
| 2000/01       | 2000/01       | 107.    | 25      | -      | -     | -       | -       | -          | -          | 40.    | 25     | -         | -         |
| 2001/02       | 2001/02       | 7.      | 677     | -      | -     | -       | -       | 22.        | 66         | 1.     | 611    | -         | -         |
| 2002/03       | 2002/03       | 7.      | 632     | -      | -     | -       | -       | 27.        | 52         | 2.     | 580    | -         | -         |
| 2003/04       | 2003/04       | 34.     | 271     | -      | -     | 37.     | 14      | 30.        | 62         | 14.    | 195    | -         | -         |
| 2004/05       | 2004/05       | 31.     | 263     | -      | -     | -       | -       | -          | -          | 7.     | 263    | -         | -         |
| 2005/06       | 2005/06       | 40.     | 204     | -      | -     | -       | -       | -          | -          | 15.    | 163    | 16.       | 41        |
| 2006/07       | 2006/07       | 25.     | 344     | -      | -     | -       | -       | -          | -          | 16.    | 144    | 3.        | 200       |
| 2007/08       | 2007/08       | 6.      | 829     | 35.    | 36    | 25.     | 83      | 40.        | 29         | 5.     | 425    | 2.        | 256       |
| 2008/09       | 2008/09       | 4.      | 891     | 47.    | 9     | 26.     | 43      | 8.         | 219        | 2.     | 454    | 4.        | 166       |
| 2009/10       | 2009/10       | 5.      | 805     | 23.    | 86    | 15.     | 116     | 21.        | 71         | 4.     | 360    | 3.        | 172       |
| 2010/11       | 2010/11       | 1.      | 1356    |        |       | 3.      | 223     |            |            | 1.     | 478    | 1.        | 345       |